# Операција Рајнхарт
Операција Рајнхарт било је кодно име нацистичког плана за истребљење пољских Јевреја у Генералном губернаторству. Овај план је означио најсмртоноснију фазу Холокауста, јер је током ове операције убијено више од 2 милиона људи, углавном Јевреја, у нацистичким логорима смрти Белзец, Мајданек, Собибор, Треблинка и Хелмно.

## Позадина
Концентрациони логори успостављени су у Њемачкој још 1933. године, међутим, коришћени су углавном за присилни рад, затварање и преваспитавање. Логори у почетку нису коришћени за масовно убијање, али су временом услови у њима постајали све бруталнији. Први логори у којима су почела масовна убиства били су Аушвиц, Берген-Белзен и Маутхаузен-Гусен.
Следећа фаза у провођењу Коначног решења, била је изградња логора који ће бити коришћени само за убијање људи, брзо и ефикасно. У ту сврху су изграђени логори Белзец, Собибор, Хелмно и Треблинка. Дакле, једино по чему се ови логори разликују од логора смрти Мајданек и Аушвиц, је то што су ови први изграђени искључиво за убијање, док су ови други у почетку коришћени за присилни рад и затварање прије него што су постали логори смрти.
Организациони апарат који је коришћен у изградњи и функционисању логора смрти је развијен раније, током акције Т4, када је убијено око 70.000 хендикепираних мушкараца, жена и дјеце у Њемачкој. Главни људи, који су провели акцију Т4, имали су кључну улогу и у организацији Операције Рајнхарт.

## Фабрике смрти
У октобру 1941. године, СС командант Одило Глобочниик, добио је усмену наредбу од Хајнриха Химлера да одмах започне са изградњом првог логора смрти Белзец у Генералном губернаторству, на окупираној територији Пољске. Следеће године изграђени су и логори смрти Собибор, Треблинка и Хелмно.
Сви логори смрти имали су сличну структуру. Постојали су простори за пријем жртава, рампе, собе за скидање одјеће, одакле су жртве улазиле у уски ходник који је водио до гасних комора и просторија за кремирање. За разлику од логора Дахау и Аушвиц, није постојала елеткрична ограда јер је број затвореника који су се дуже задржавали био релативно мали, односно постојао је један број робова који су приморавани да уклањају тијела и помажу када дође нови транспорт. Међутим и ови робови су повремено убијани, и замјењивани другим, како би били уклоњени сви потенцијални свједоци масовних убистава.

## Процес масовних убијања
Како би процес убијања био што бржи и лакши, за вријеме акције Т4, жртве су увјераване да се ради о стандардном медицинском прегледу, тако да нису ни сумњали да ће бити убијени. Жртвама је често говорено да иду на посебни третман.
На сличан начин су и СС официри користили разне тактике како би довели жртве до мјеста за убијање, а да притом не изазову непожељну панику. Често су били присутни људи у бијелим мантилима, и знакови на којима је писало да се ради о центрима за дезинфекцију. Када жртве уђу у просторију за уклањање одјеће, стражари би од њих тражили да добровољно скину одјећу и да одложе све вриједности које имају код себе, уз образложење да ће им после третмана бити враћене. Затим су жртве присиљаване да уђу у гасне коморе. Врата комора би се потом затварала, и у просторије је пуштан гас (најчешће угљен-моноксид). Након 30 минута врата су се отварала, а специјални тимови или затвореници су улазили и одвозили тијела у масовне гробнице.
У раној фази операције тијела убијених су сахрањивана у масовним гробницама, међутим касније су те гробнице откопаване и тијела спаљивана како би се уклонили сви трагови. Међутим, у телеграму који је Херман Хефле, замјеник Одила Глобочника послао Адолфу Ајхману у Берлин, јасно се види да је 1.274.166 људи отпремљено у логоре смрти до краја 1942. године.
| Логор             | Број довезених жртава (последњих 14 дана 1942) | Број довезених жртава (укупно 1942) |
| ----------------- | ---------------------------------------------- | ----------------------------------- |
| Мајданек (Лублин) | 12.761                                         | 24.733                              |
| Белзец            | 0                                              | 434.508                             |
| Собибор           | 515                                            | 101.370                             |
| Треблинка         | 10.335                                         | 713.555                             |
| Укупно            | 23.611                                         | 1.274.166                           |

- Подаци из Хефлеовог телеграма (види слику)